# Loro Kovaçi
Loro Kovaçi, född 1909 i Podgorica i Montenegro, död 19 september 1979, var en albansk skådespelare.
Loro Kovaçi påbörjade sin skådespelarbana 1924 med amatörroller. Han blev medlem i Folkets teater då den grundades 1945. Han spelade en smärre roll i den sovjetisk-albanska filmen Skënderbeu från 1953 men är mest känd i filmen Toka e jonë från 1964.